# Forças terrestres do Cazaquistão
As Forças Terrestres do Cazaquistão (em cazaque: Қүрлық әскерлері) é o ramo terrestre das Forças Armadas do Cazaquistão, sendo o mais importante e numeroso.

## Historia

### Era soviética
A República Socialista Soviética do Cazaquistão era uma das 15 repúblicas da União Soviética, muitas unidades grandes do Distrito Militar do Turquestão foram transferidas do RSS do Turquemenistão para o leste do Cazaquistão na década de 1960. Imediatamente antes de sua dissolução, o 40º Exército consistia na 78ª Divisão de Tanques , a 5202ª Base de Armazenamento de Armas e Equipamentos (antes de 1989, a 71ª Divisão de Rifles Motorizados ), a 5203ª Base de Armazenamento em Ust-Kamenogorsk (antes de 1989, a 155ª Divisão de Rifles de Motor ), o 5204º Storage Bade em Karaganda (antes de 1989, a 203ª Divisão de Rifles de Motor Zaporozhye Khingan), a 69ª Divisão de Tanques e a 10ª Área Fortificada.  A 69ª Divisão de Tanques e a 10ª Área Fortificada foram ambas dissolvidas em 1992.

### Pós-indepedência
Exército do Cazaquistão foi fundado em 9 de abril de 1993, por ordem do Ministro da Defesa, Sagadat Nurmagambetov. Seguiu-se a promulgação da lei, "Sobre a Defesa e Forças Armadas da República do Cazaquistão", que é a base legal para as estruturas militares do Cazaquistão. A antiga estrutura soviética de tropas foi preservada, com o Exército do Cazaquistão sendo composto pelo 32º Exército Soviético, que serviu na RSS do Cazaquistão por muitos anos antes de ficar sob o controle do governo do Cazaquistão em maio de 1992. Naquele mês, com base na 5203ª Base de Armazenamento de Equipamento Militar (anteriormente a 155ª Divisão de Rifles Motorizados), o 511º Regimento de Rifles Motorizados foi reformado com uma implantação no assentamento. Georgievka, região de Semipalatinsk.
Em meados da década de 1990, as Forças Terrestres do Cazaquistão incluíam o 1º Corpo de Exército (HQ Semipalatinsk), a 68ª Divisão de Rifles Motorizados (Sary-Ozek na região de Kyzylorda), 2 regimentos de rifle e um tanque e a 78ª Divisão de Tanques (HQ Ayaguz).  Embora a 68ª Divisão fosse chamada de formação de rifle a motor, em termos de equipamento tinha quase 300 tanques e cerca de 500 veículos de combate blindados. A 78ª Divisão de Tanques tinha 350 tanques, 290 veículos de combate blindados e 150 peças de artilharia. O 210º Centro de Treinamento de Guardas(frequentemente chamada de Divisão de Guardas por fontes do Cazaquistão), tinha 6.000 soldados e oficiais e 220 tanques e 220 peças de artilharia, então era uma divisão fortalecida. Em 1997, o 2º Corpo de Exército foi criado com quartel-general em Almaty, sob o qual todas as unidades e formações nas regiões de Almati, Zhambyl e Cazaquistão do Sul foram transferidas.
Em 17 de novembro de 1997, as Forças de Propósito Geral foram formadas. Em 2000, com base na 35ª Brigada de Assalto Aerotransportada de Guardas, foram criadas as Forças Móveis das Forças Armadas, que em 2003 foram renomeadas para Forças Aeromóvel como parte das Forças Terrestres. Em 2015, as tropas do Aeromóvel foram renomeadas como Tropas de assalto aéreo.  Desde 2002, as forças terrestres começaram a transição para uma estrutura de brigada. Nesse sentido, houve um processo de dispersão de divisões e criação de brigadas com base em regimentos.

## Doutrina
A doutrina militar das Forças Terrestres Cazaques e semelhante a usada na União Soviética, sofrendo algumas alterações, com os uniformes e patentes

## Equipamento
| Nome                                      | Origem                       | Tipo                                      | Ativos                       |
| veiculo de combate principal              | veiculo de combate principal | veiculo de combate principal              | veiculo de combate principal |
| ----------------------------------------- | ---------------------------- | ----------------------------------------- | ---------------------------- |
| T-72 KZ Shigiz                            | Rússia Cazaquistão           | veiculo de combate principal              | 300                          |
| Carro blindado                            |                              |                                           |                              |
| GAZ Tigr                                  | Rússia                       | Veículo de transporte blindado            | 21                           |
| BPM-97                                    | Rússia                       | MRAP                                      | 18                           |
| Humvee                                    | Estados Unidos               | MRAP                                      | 40                           |
| Arlan                                     | África do Sul                | Carro blindado                            | 90                           |
| Otokar Cobra                              | Turquia                      | Carro blindado                            | 17+                          |
| Veículo blindado de transporte de pessoal |                              |                                           |                              |
| BTR-80                                    | União Soviética              | Veículo blindado de transporte de pessoal | 110                          |
| BTR-3                                     | Ucrânia                      | Veículo blindado de transporte de pessoal | 2                            |
| Veículo de combate de infantaria          |                              |                                           |                              |
| BMP-1                                     | União Soviética              | Veículo de combate de infantaria          | 210                          |
| BMP-2                                     | União Soviética              | Veículo de combate de infantaria          | 300                          |
| Terminator BMPT-72                        | Rússia                       | Veículo de combate de infantaria          | 10                           |